# Suroeste de Estados Unidos
El Suroeste de Estados Unidos (en inglés: Southwestern United States) es una región del oeste de Estados Unidos, más caluroso que los estados del norte y más seco que los estados del este. Su población se reparte de manera menos densa que en las zonas vecinas (incluso sus ciudades tienen una densidad de población relativamente baja). Los estados que forman parte del Suroeste de acuerdo con la definición más amplia son Arizona, California, Colorado, Nevada, Nuevo México, Utah, Oklahoma y Texas.
La mayoría de las fuentes siempre incluyen a Nuevo México y Arizona, pero a menudo también es el oeste de Texas, el sur de Nevada, Utah y Colorado, el oeste de Oklahoma, y el sur de California.
La densidad de población de la región es inferior a tres personas por milla cuadrada. 
En el Suroeste se encuentran algunas de las grandes ciudades y áreas metropolitanas del país, a pesar de la baja densidad de población de la región. Phoenix, Los Ángeles, Dallas, San Antonio, San Diego, San José y Houston, todas se sitúan entre las diez más grandes ciudades en el país. Fort Worth y Austin están entre las primeras 20. Muchos de los estados de esta región, como Nevada, Arizona y Nuevo México, han sido testigos de algunas de las más altos volúmenes de crecimiento de la población de los Estados Unidos. Las zonas urbanas de esta región, como Las Vegas, Phoenix y Albuquerque son algunas de las ciudades de más rápido crecimiento en el país.
La mayor ciudad del Suroeste de Estados Unidos es Los Ángeles (que también es la 2ª mayor de la nación), pero si nos ceñimos solo a los estados que siempre se suelen incluir, el puesto pasa a Phoenix, en Arizona. Muchas áreas urbanas de esta región (p. ej. Las Vegas) han presenciado el crecimiento demográfico más elevado de los Estados Unidos a lo largo de la última década.
Una de las principales características del Sudoeste es que la mayor parte de su territorio fue parte del Virreinato de Nueva España, en el Imperio Español, en la Edad Moderna. Los territorios de los estados estadounidenses modernos se repartían en los territorios novohispanos/mexicanos de Alta California, Tejas, Santa Fe de Nuevo México y partes de Nueva Vizcaya, Nuevo Santander, Coahuila y Texas, Nuevo León y Coahuila y Sonora y Sinaloa antes de la intervención estadounidense que desembocó en la cesión mexicana y la venta de La Mesilla.

Virreinato de Nueva España en 1819.

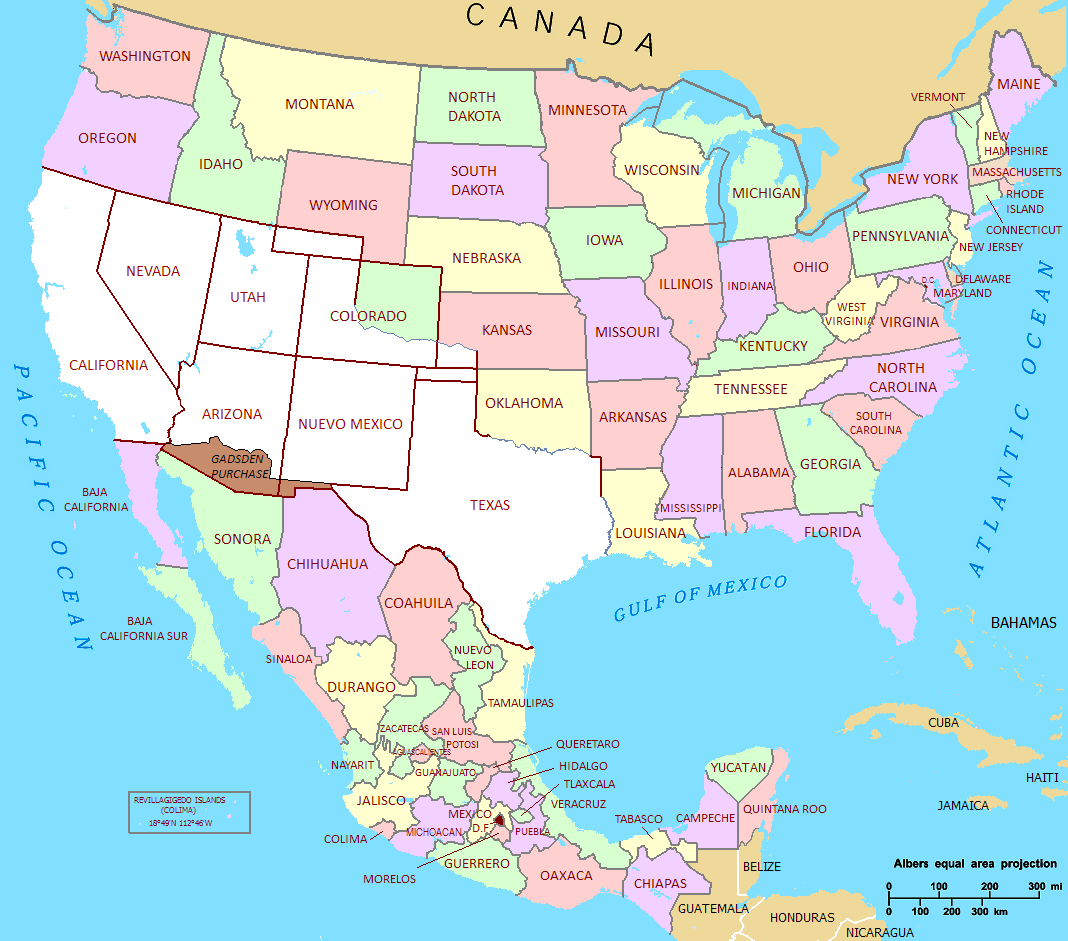
Tratado de Guadalupe Hidalgo. Territorio perdido por México en blanco y marrón.

Actualmente, la presencia hispana en el Sudoeste de EE. UU es la más importante del país con unos 28 768 727 habitantes de origen hispano de los 85 095 696 habitantes de la región en su definición amplia. Esto supone que el 34% de la población de la región es de origen hispano según datos del censo del año 2010.

## Historia

### Colonización europea
Los primeros europeos en explorar y colonizar el actual sudoeste estadounidense fueron los españoles.  Con la creación del virreinato de Nueva España, el virrey Antonio de Mendoza inició la labor a él encomendada por el rey de España para la exploración de los nuevos territorios adquiridos. Es así como se le encarga a don Francisco Vázquez de Coronado la exploración del actual sudoeste estadounidense en entre el año 1540 a 1542. También, se encomendó a don Juan Rodríguez Cabrillo para realizar la primera exploración del océano Pacífico a lo largo de la costa de provincia de Las Californias entre 1542–1543. Embarcón en la actual Baja California (Vieja California) hacia lo que denominó Nueva California, por lo que se convirtió en el primer europeo en visita el actual estado de California. Una vez se logró controlar estos territorios, pasaron a formar parte del Virreinato de Nueva España.
y

## Demografía
Si bien el sudoeste es étnicamente diverso, se caracteriza por la predominancia de dos grupos, los angloamericanos y los hispanoamericanos, con pequeños grupos de negros, asiáticos e indígenas americanos.

### Hispanoamericanos
Los hispanoamericanos, principalmente compuesta por personas de ascendencia chicana y española se encuentran en altos porcentajes en casi todas las ciudades del sudoeste, entre ellas Fénix (43%), Tucsón (41%), Las Vegas (32%), Norte de Las Vegas (38%), Reno (22%), Denver (32%), Colorado Springs (16%), El Paso (80%), Albuquerque (47%), Provo (15.2%), Aurora (29%), Ciudad del Lago Salado (22%), San Antonio (61%), Austin (35%), Fort Worth (34%), Dallas (43%), Houston (44%), Corpus Christi (60%), Laredo (95%), Los Ángeles (49%), San Diego (29%), San José (33), San Francisco (15%), Oklahoma (17%), Fresno (47%), Sacramento (23%), Long Beach (41%), Oakland (25%), Bakersfield (46%), Anaheim (53%), Santa Ana (78%), Riverside (49%), Stocktom (40%), Chula Vista (58%), San Bernardino (60%), Modesto (36%), Fontana (67%), Valle de Moreno (54%)
También se pueden encontrar poblaciones hispanas importantes en ciudades pequeñas como, Flagstaff (18%), Yuma (55%), Mesa (27%), Las Cruces (56%), Santa Fe (48%), Farmington (22%), Roswell (51%), Álamogordo (32%), Chandler (22%) Pueblo (48%), Greeley (35%), Longmont (25%), Brighton (41%), Carson City (20%), Rancho Cucamonga (35%), Salinas (75%), Pomona (71%), Escondido (49%), Pasadena (34%), McAllen (77%), Amarillo (27%), Lubbock (31%), Midland (37%), Santa Clarita (30%), Brownsville (93%) y Odessa (47%). Muchos pueblos en todo el sureste también poseen poblaciones significativas de hispanoamericanos.

## Ciudades de la Región
Aquí están las ciudades más grandes y famosas de la región:

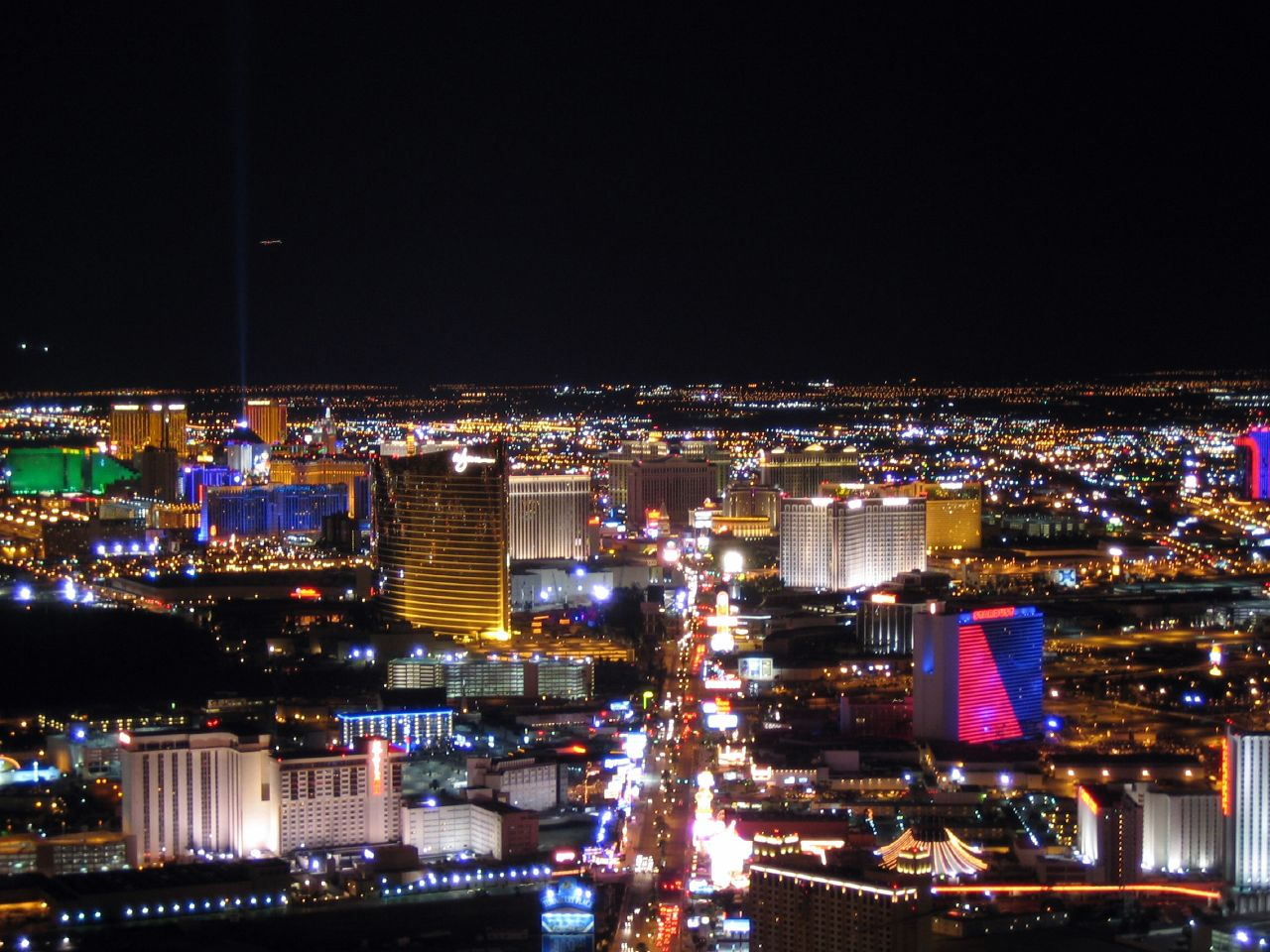
Las Vegas, Nevada.
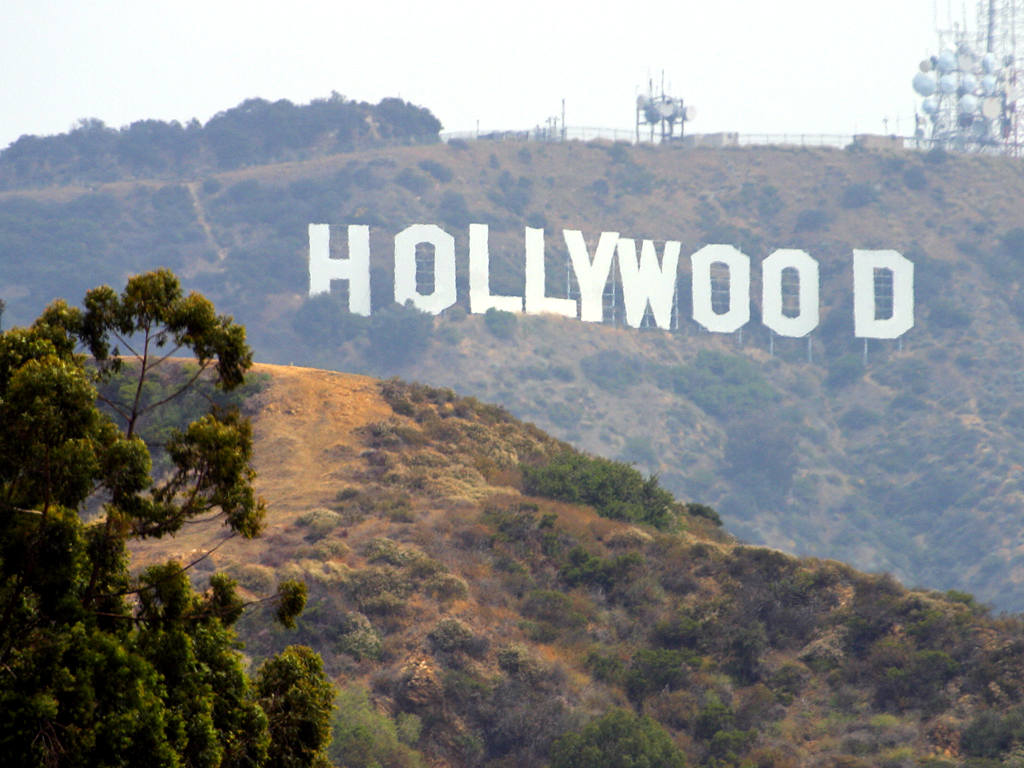
Los Ángeles, California
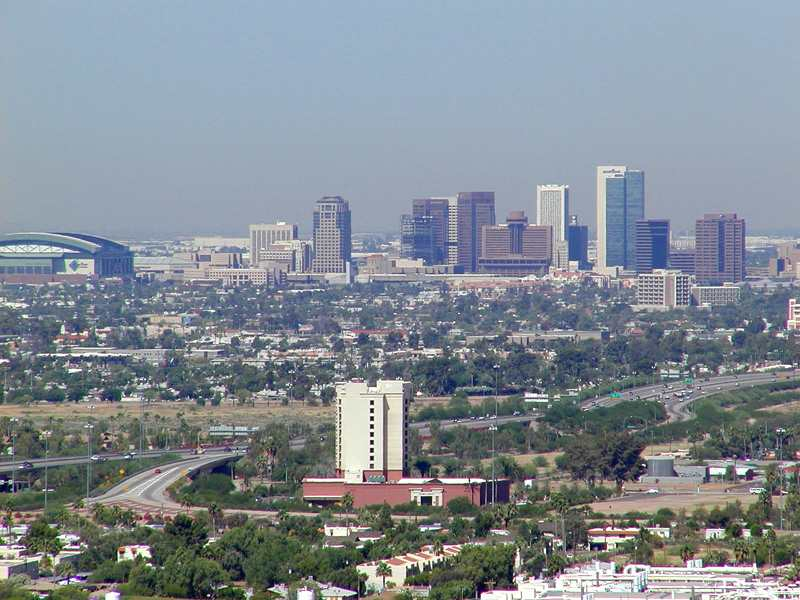
Phoenix, Arizona
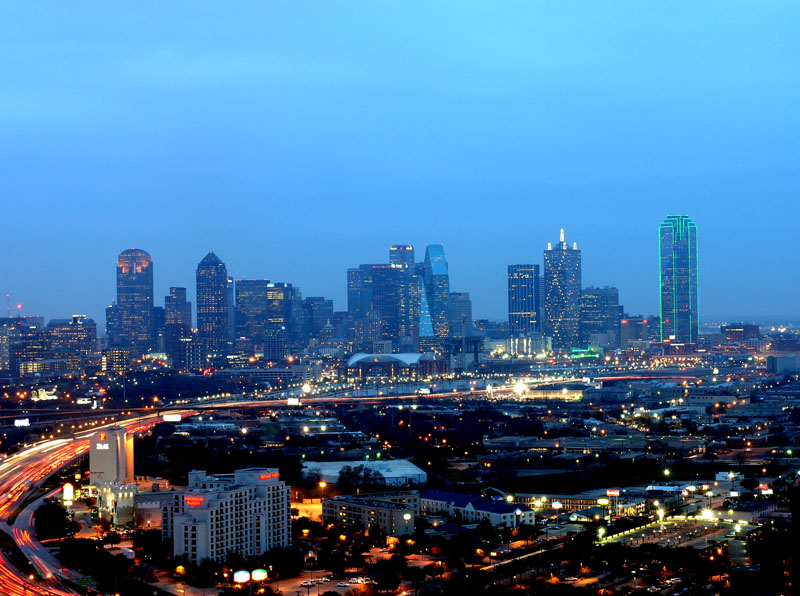
Dallas, Texas
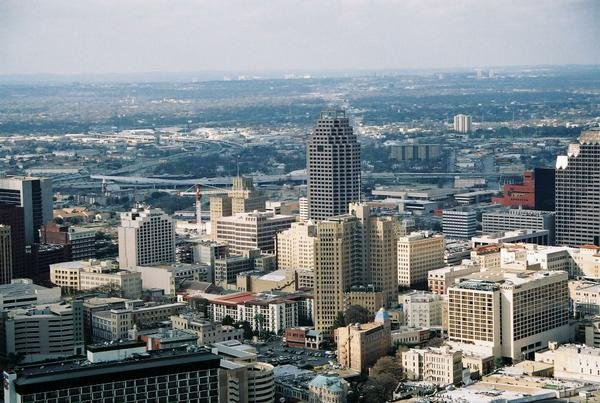
San Antonio, Texas
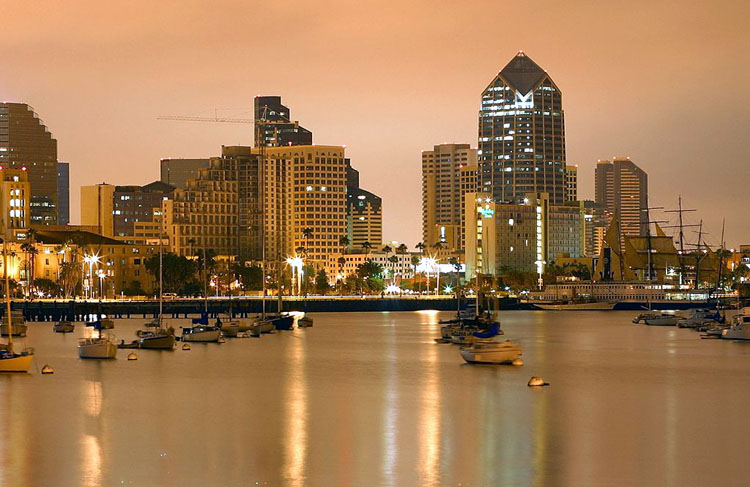
San Diego, California
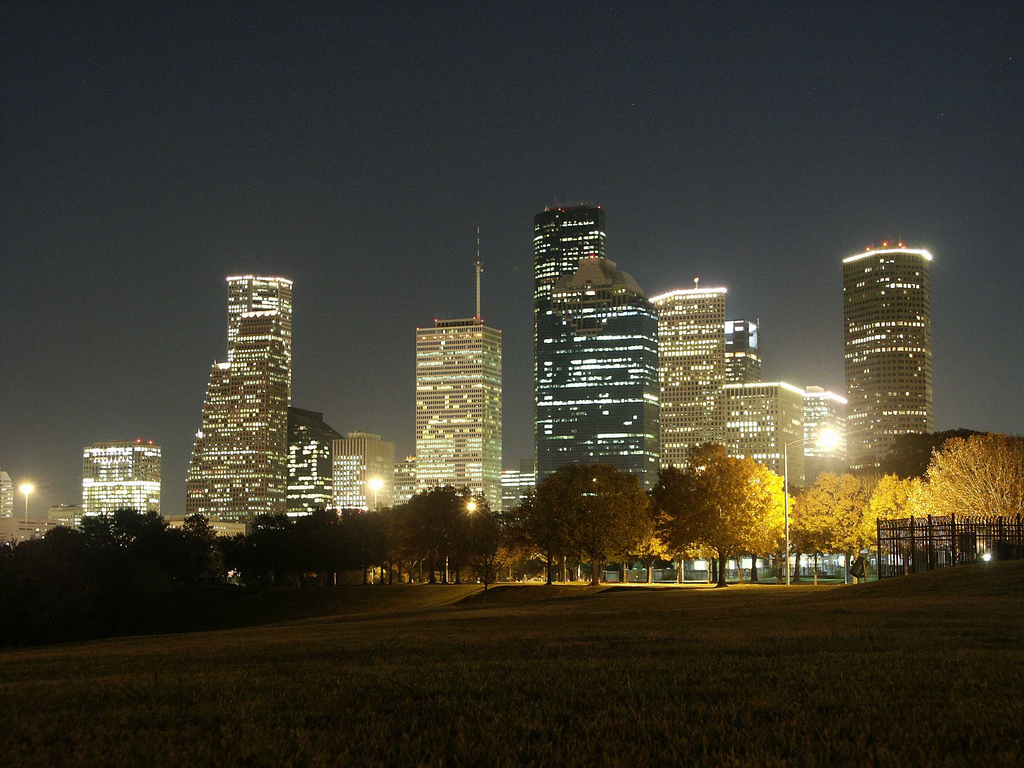
Houston, Texas
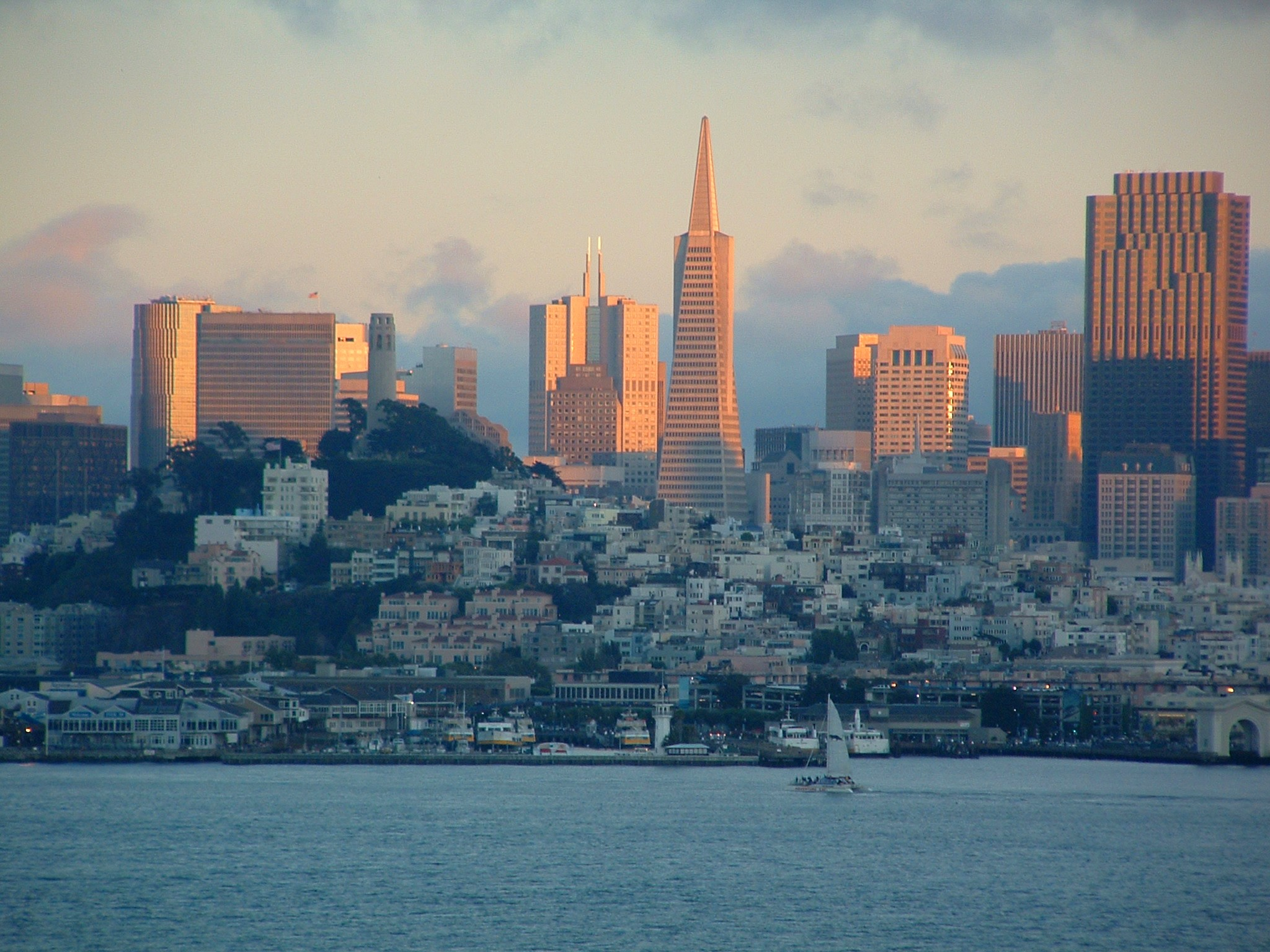
San Francisco, California
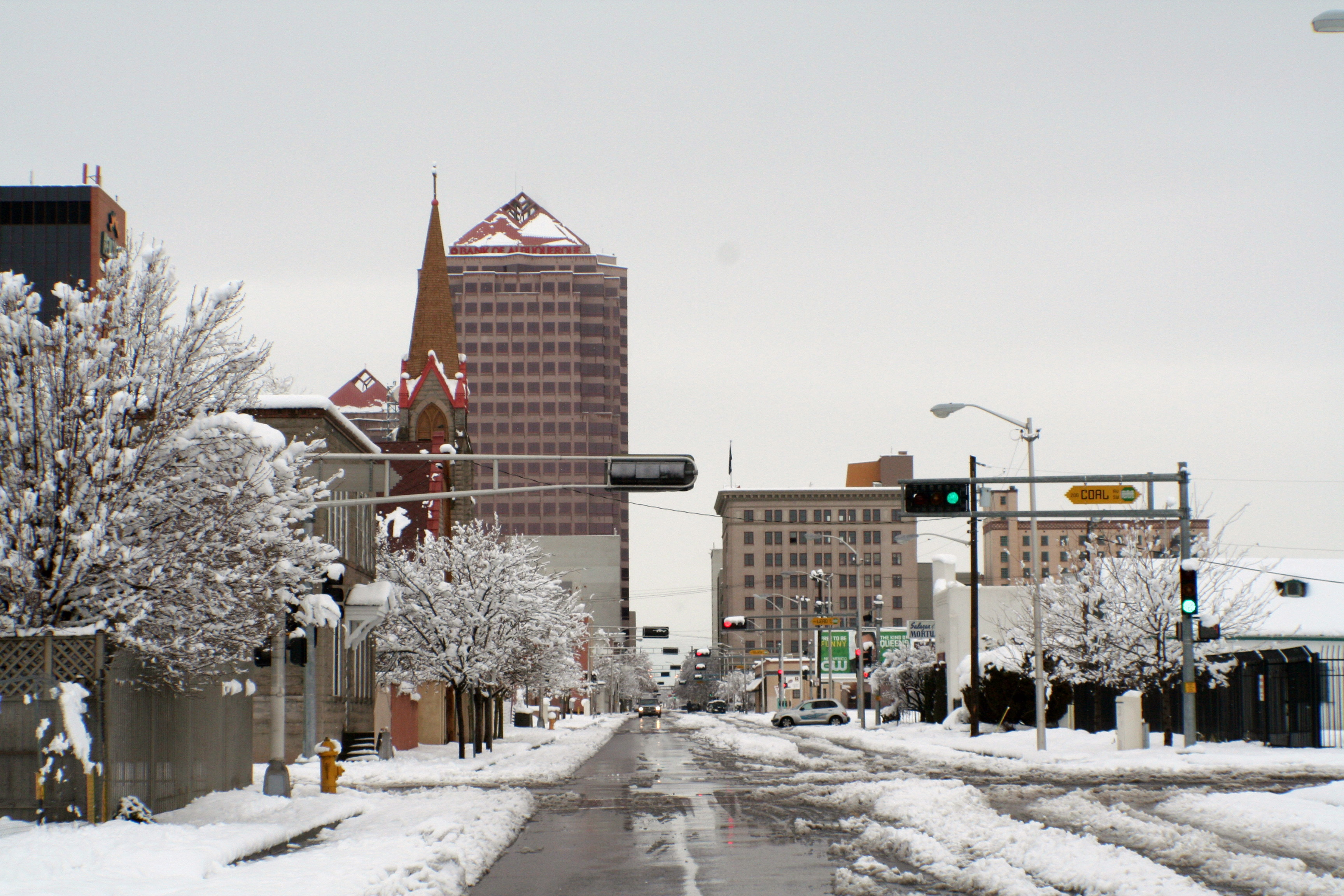
Albuquerque, Nuevo México
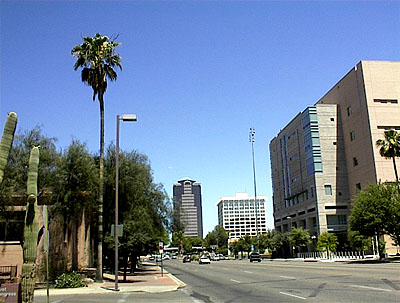
Tucsón, Arizona
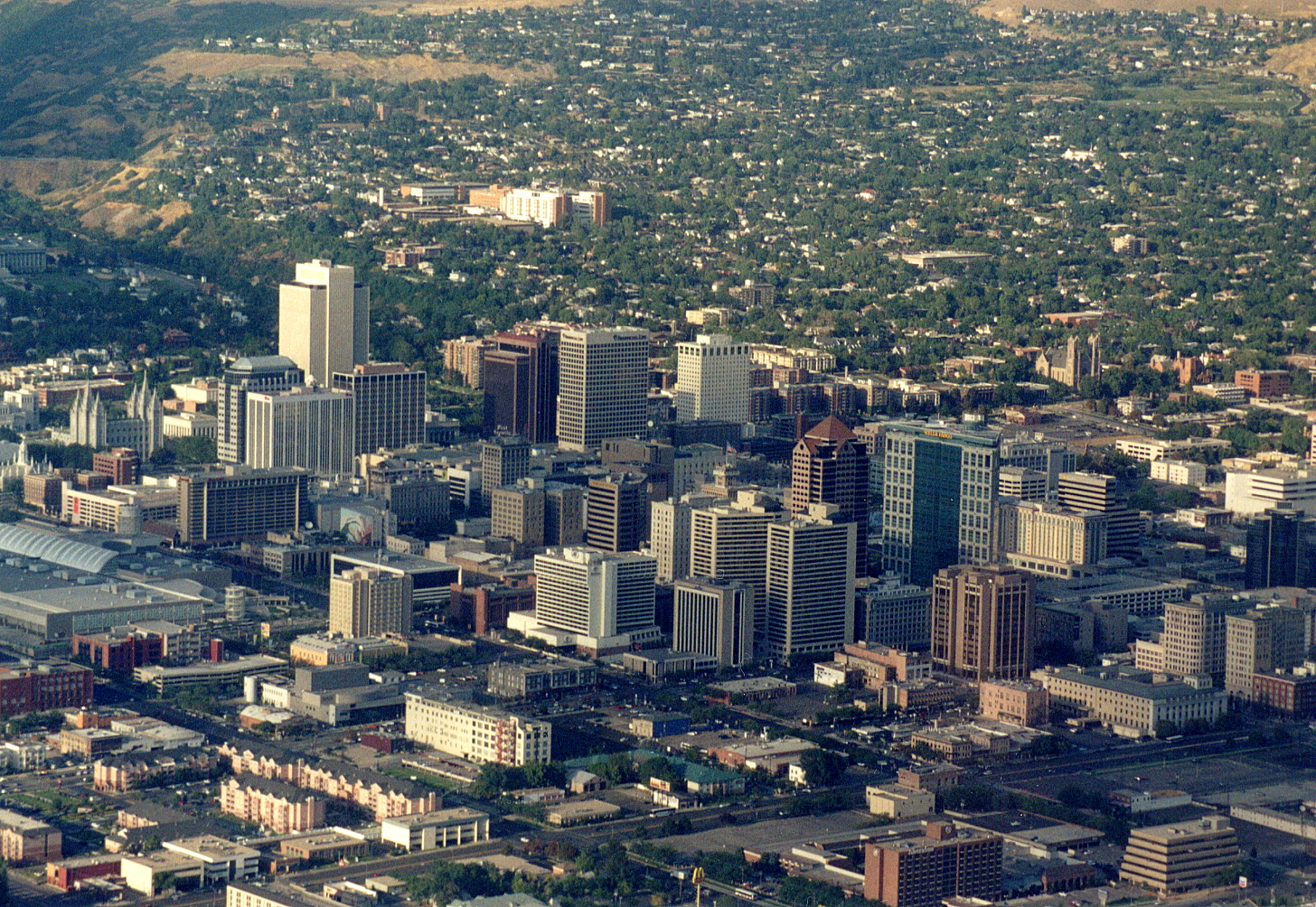
Ciudad del Lago Salado, Utah
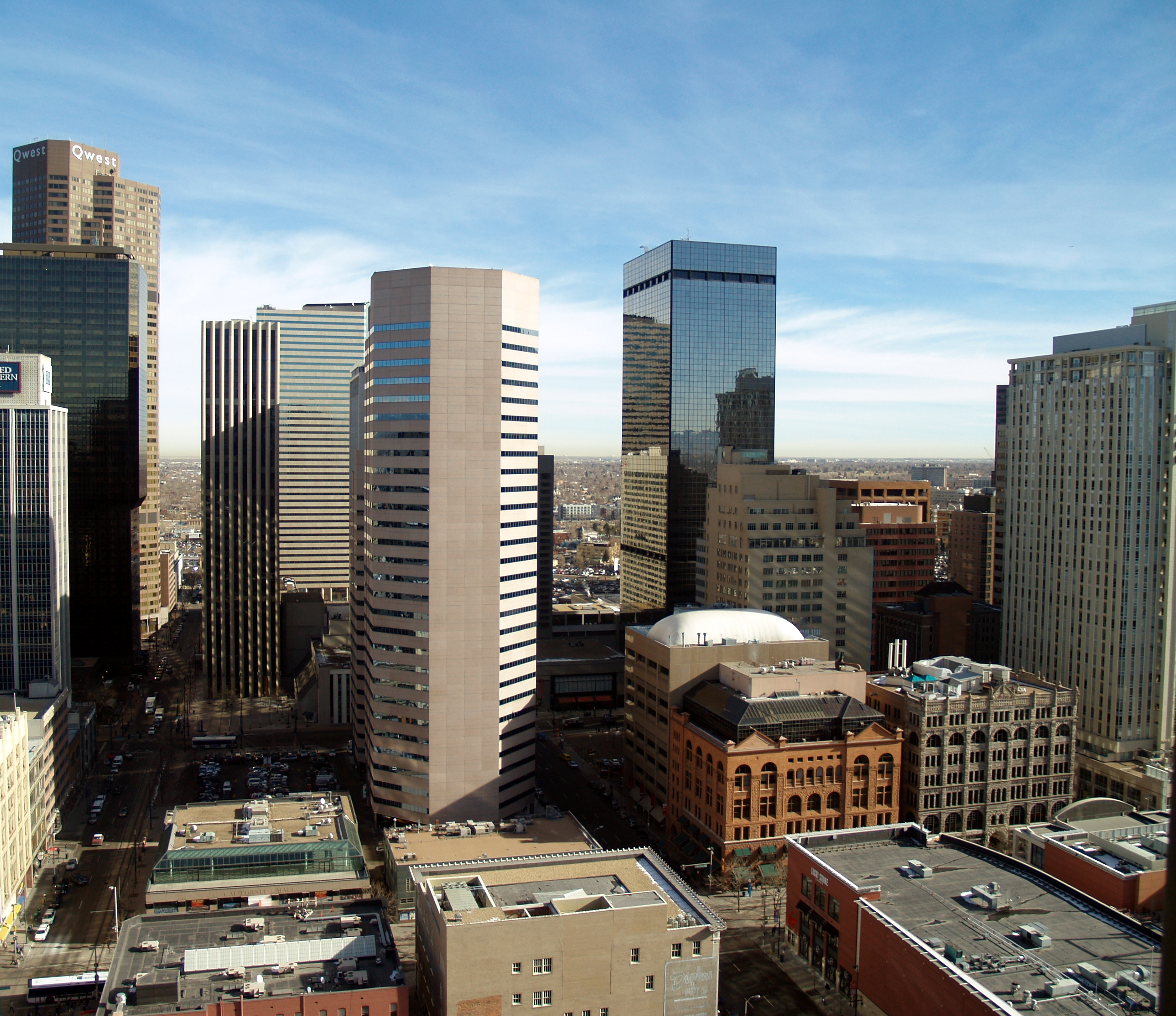
Denver, Colorado